# Лунка (Ботошань)
Лунка (рум. Lunca) — село у повіті Ботошані в Румунії. Входить до складу комуни Лунка.
Село розташоване на відстані 360 км на північ від Бухареста, 28 км на південний схід від Ботошань, 67 км на північний захід від Ясс.

## Населення
За даними перепису населення 2002 року у селі проживали 1762 особи, з них 1761 особа (99,9%) румунів. Усі жителі села рідною мовою назвали румунську.